# Kibworth Harcourt
Kibworth Harcourt – wieś i civil parish w Anglii, w Leicestershire, w dystrykcie Harborough. W 2001 miejscowość liczyła 4788 mieszkańców. W 2011 roku civil parish liczyła 1368 mieszkańców. Kibworth Harcourt jest wspomniana w Domesday Book (1086) jako Chiborne/Cliborne.